# Debel Deal, Gabrovo
Debel Deal (în bulgară Дебел Дял) este un sat în comuna Gabrovo, regiunea Gabrovo,  Bulgaria. 

## Demografie
Componența etnică a satului Debel Deal
     Bulgari (97,4%)
     Nicio identificare (2,59%)
     Altele (0%)
La recensământul din 2011, populația satului Debel Deal era de 77 locuitori. Din punct de vedere etnic, majoritatea locuitorilor (97,4%) erau bulgari. Pentru 2,59% din locuitori nu este cunoscută apartenența etnică.